# Characidium heinianum
Characidium heinianum är en fiskart som beskrevs av Axel Zarske och Jacques Géry 2001. Characidium heinianum ingår i släktet Characidium och familjen Crenuchidae. Inga underarter finns listade i Catalogue of Life.